# Wielki brylantowy walc
Wielki brylantowy walc (słow. Veliki briljantni valček) – postmodernistyczny dramat społeczny autorstwa słoweńskiego pisarza, Drago Jančara pochodzący z 1985.
Utwór opowiada historię słoweńskiego naukowca Simona Vebera, który jest historykiem piszącym rozprawę naukową o Sewerynie Drohojowskim, Polaku, uczestniku powstania listopadowego. Budzi się on pewnego dnia w szpitalu psychiatrycznym, co początkowo bierze za żart zorganizowany przez kolegów, ale z czasem, po rozmowach z  pielęgniarzem Volodją (mrożkowskim prostakiem, który całe życie spędził w szpitalu i nie zna świata zewnętrznego, który wcale go nie interesuje), dochodzi do wniosku, że sprawa jest poważna. Szpital nosi nazwę „Wolność wyzwala” (słow. Svoboda osvobaja), co nasuwa uzasadnione skojarzenia z niemieckim napisem "Arbeit macht frei" umieszczonym nad bramą KL Auschwitz. Szpitalem zarządza Doktor, wcielający w życie innowacyjne metody terapeutyczne (nie "wypędza" on z pacjentów postaci, z którymi się identyfikują, ale stara się ich z nimi w pełni zintegrować). Współpracuje z nim Volodja i dwaj specjaliści od metafory (starszy i młodszy). Wszyscy oni tworzą sprawnie działający zespół.  
W przypadku Vebera Doktor, po wielu zabiegach, w pełni integruje go z Drohojowskim. Pacjent staje się powstańcem, mówi po polsku, poddaje się amputacji nogi (podobnie było z Drohojowskim po odniesieniu ran), a w końcu zaczyna pisać pamiętniki i staje się jednym z tłumu mieszkańców placówki. Droga, jaką przeszedł była jednak odmienna od innych pacjentów: on nie identyfikował się np. z Napoleonem, był w pełni świadom swojej odrębności. Drohojowskim uczyniono go na siłę, wbrew jego woli, po to by pasował do schematu terapeutycznego Doktora. Stając się Sewerynem Drohojowskim, Veber przenosi się do XIX wieku, zmienia narodowość i język ojczysty na polski, stając się Polakiem, odrzuca postęp techniczny i własne czasy. Na pytania zadawane po słoweńsku, odpowiada po polsku. Były już historyk bezradnie przyjmuje zaplanowane dlań działania i zostaje przerobiony przez machinę "wyzwalającej wolności". Od tego momentu znika Simon Veber, a jego miejsce zajmuje Seweryn Drohojowski. Wydźwięk dramatu Janĉara pozostaje gorzki: nie ma ucieczki przed systemem. Dosięga on wszystkich i wszędzie. Nawet żona Vebera, Klara jest przekonana, że mąż potrzebuje terapii i pośrednio zgadza się na zabieg amputacji zdrowej nogi.   
Tytuł dzieła inspirowany jest utworem Fryderyka Chopina z 1834 (Grande valse brillante w tonacji Es-dur). Jančar wybrał ten walc celowo, z uwagi na podobieństwo losów Chopina i Drohojowskiego (obaj byli Polakami, emigrantami z lat 30. XIX wieku, obaj nie wrócili do ojczyzny). Emigracyjna ścieżka Drohojowskiego wiodła przez terytorium Słowenii.  